# Eriococcus gurneyi
Eriococcus gurneyi är en insektsart som beskrevs av Fuller 1899. Eriococcus gurneyi ingår i släktet Eriococcus och familjen filtsköldlöss. Inga underarter finns listade i Catalogue of Life.